# Sleďovití
Sleďovití (Clupeidae) je čeleď ryb z řádu bezostní. Fosilní sleďovité ryby jsou známé od spodní křídy. Zástupci této čeledi patří k hospodářsky nejvýznamnějším rybám.

## Popis
Jsou to malé i větší ryby do velikosti 75 cm, nemají postranní čáru na těle, vyvinutá je zpravidla jen na prvých 2 až 5 šupinách. Šupiny jsou cykloidní, na hlavě chybí. Vousy chybí. Tuková ploutev chybí.

## Ekologie
Sleďovití se živí především planktonem a sdružují se do velkých hejn při povrchu moří a oceánů. Třou se ve velkých hejnech. Jikry jsou pelagické nebo se volně vznášejí při dně.

## Rozšíření
Vyskytují se téměř po celém světě v mořích a oceánech od 70° s. š. po 60° j. š., jen vzácně se vyskytují ve sladkých vodách. Některé druhy jsou anadromní (migrují do sladkých vod kvůli rozmnožování).
Dříve se v Čechách vyskytoval jediný zástupce – placka pomořanská. Kvůli silnému znečištění řek ale za poslední roky zaznamenal tento druh velký úpadek a v českých řekách ji lze najít jen ve velmi výjimečných případech.

## Podřazené taxony
- Alosa – placka
- Amblygaster
- Anodontostoma – dorosoma
- Brevoortia – menhaden
- Chirocentrodon
- Clupanodon
- Clupea – sleď
- Clupeichthys
- Clupeoides
- Clupeonella – kilka
- Congothrissa
- Corica – korika
- Dayella
- Dorosoma
- Ehirava
- Escualosa
- Ethmalosa
- Ethmidium
- Gilchristella
- Gonialosa
- Gudusia
- Harengula
- Herklotsichthys – sleď
- Hilsa
- Hyperlophus
- Ilisha
- Jenkinsia
- Knightia (prehistorický rod)
- Konosirus
- Laeviscutella
- Limnothrissa
- Lile
- Microthrissa
- Minyclupeoides
- Nannothrissa
- Nematalosa
- Neoopisthopterus
- Odaxothrissa
- Odontognathus
- Opisthonema – herink
- Opisthopterus
- Pellonula
- Platanichthys
- Pliosteostoma
- Poecilothrissa
- Potamalosa
- Potamothrissa
- Raconda – rakonda
- Ramnogaster
- Rhinosardinia
- Sardina – sardinka
- Sardinella
- Sardinops – sardinka
- Sauvagella
- Sierrathrissa
- Spratelloides – šprotek
- Spratellomorpha
- Sprattus – šprot
- Stolothrissa
- Tenualosa – placka
- Thrattidion